# Olive Branch (Mississippi)
Olive Branch ist eine Stadt im DeSoto County im US-Bundesstaat Mississippi, etwa 300 Kilometer nördlich der Hauptstadt Jackson. Das U.S. Census Bureau hat bei der Volkszählung 2020 eine Einwohnerzahl von 39.711 ermittelt.
Die Stadt befindet sich ganz im Norden Mississippis an der Grenze zum Nachbarstaat Tennessee und gehört zur Metropolregion Memphis.
Bei der Volkszählung 2010 hatte Olive Branch 33.484 Einwohner. Im Jahr 2014 waren es bereits 35.457 Einwohner, davon waren 64 % Weiße und etwa 27 % Schwarze. Insgesamt ist in Olive Branch im Zeitraum von 2000 bis 2014 ein Bevölkerungswachstum von 68,4 % zu verzeichnen. Damit war Olive Branch (Stand 2010) an der Bevölkerung gemessen die zweitgrößte Stadt im DeSoto County sowie die neuntgrößte in Mississippi. 97 % der Bevölkerung lebt städtisch.
Von 1975 bis 1998 hatte das Unternehmen Meucci Originals, ein Hersteller von Billardqueues, seine Produktionsstätte in Olive Branch.
Durch Olive Branch führen die Highways 178, 302 und 305. Einige Kilometer nordöstlich der Stadt befindet sich der Olive Branch Airport.
In Olive Branch befindet sich eine High School.

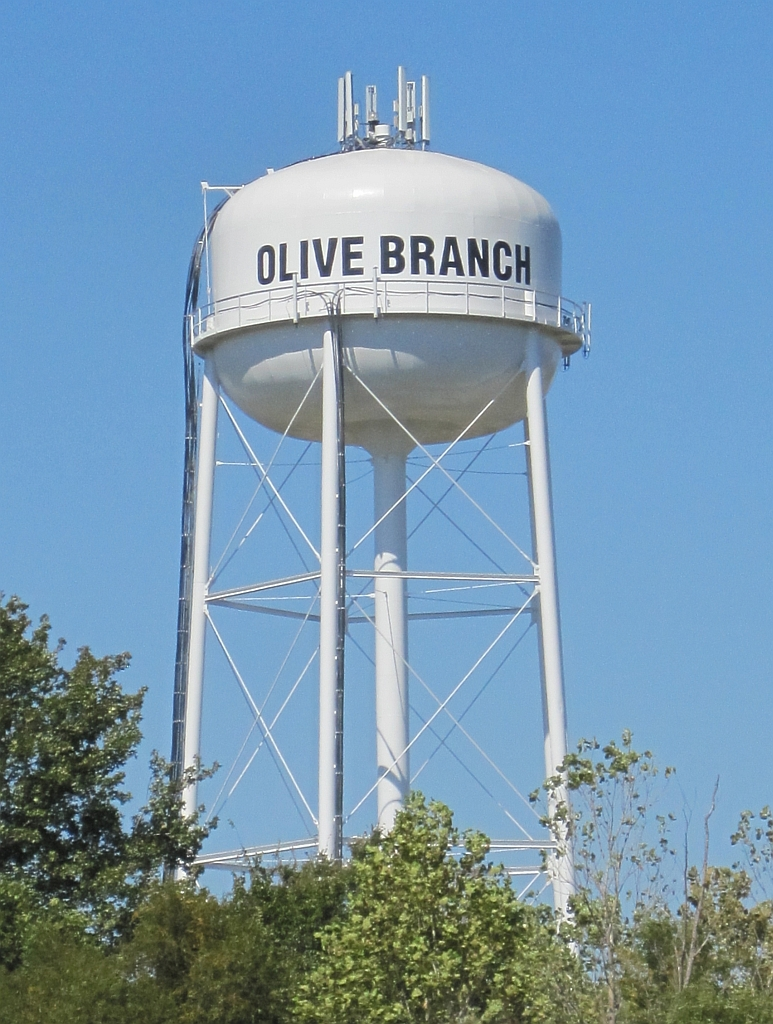
Wasserturm
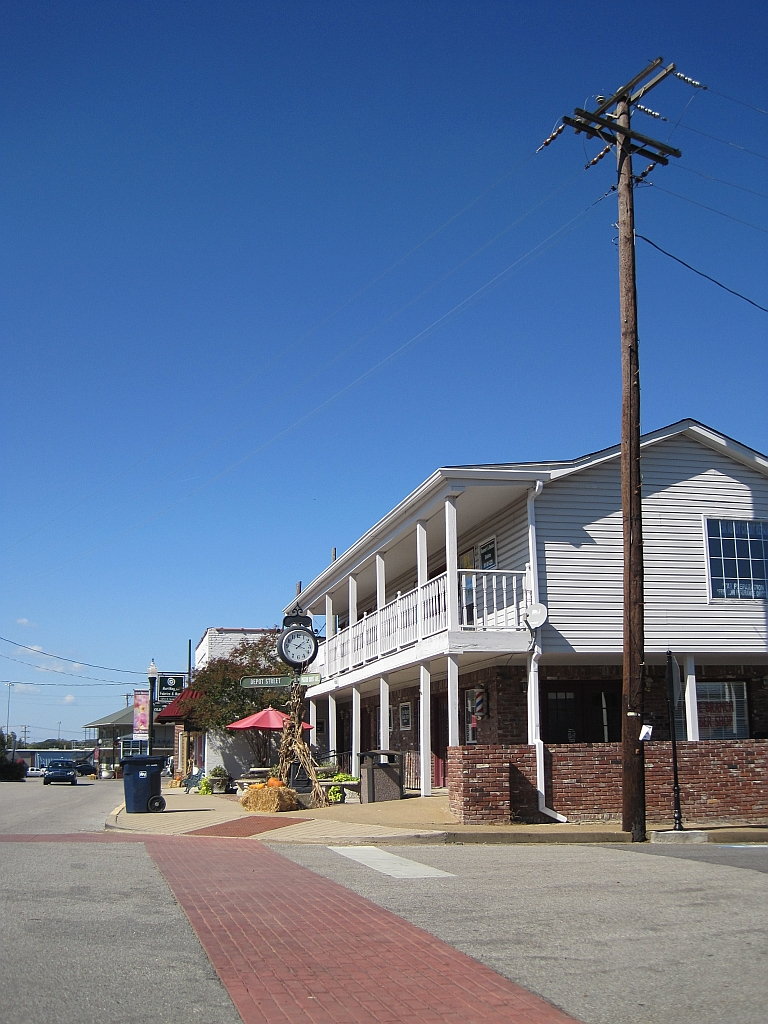
Historische Innenstadt

## Persönlichkeiten
Personen, die in Olive Branch geboren wurden, gestorben sind oder vor Ort gewirkt oder gelebt haben:
- Bill G. Lowrey (1862–1947), Politiker, Mitglied des US-Repräsentantenhauses
- Charles Boyce (* 1949), Karikaturist
- Carl Byrum (* 1963), American-Football-Spieler
- Mark Guy (* 1964), American-Football-Spieler
- Andrew Fletcher (* 1966), Baseballschiedsrichter
- Ricky Stenhouse junior (* 1987), Autorennfahrer
- K. J. Wright (* 1989), American-Football-Spieler
- Daren Bates (* 1990), American-Football-Spieler
- Shon Coleman (* 1991), American-Football-Spieler
- Jalen Collins (* 1993), American-Football-Spieler